# Simulium varians
Simulium varians es una especie de insecto del género Simulium, familia Simuliidae, orden Diptera.

## Distribución
Se distribuye por Brasil.

## Taxonomía
Fue descrita científicamente por Lutz, 1909.